# Plesispa hagensis
Plesispa hagensis es una especie de insecto coleóptero de la familia Chrysomelidae. Fue descrita científicamente en 1960 por Gressitt.